# WKS Grunwald Poznań

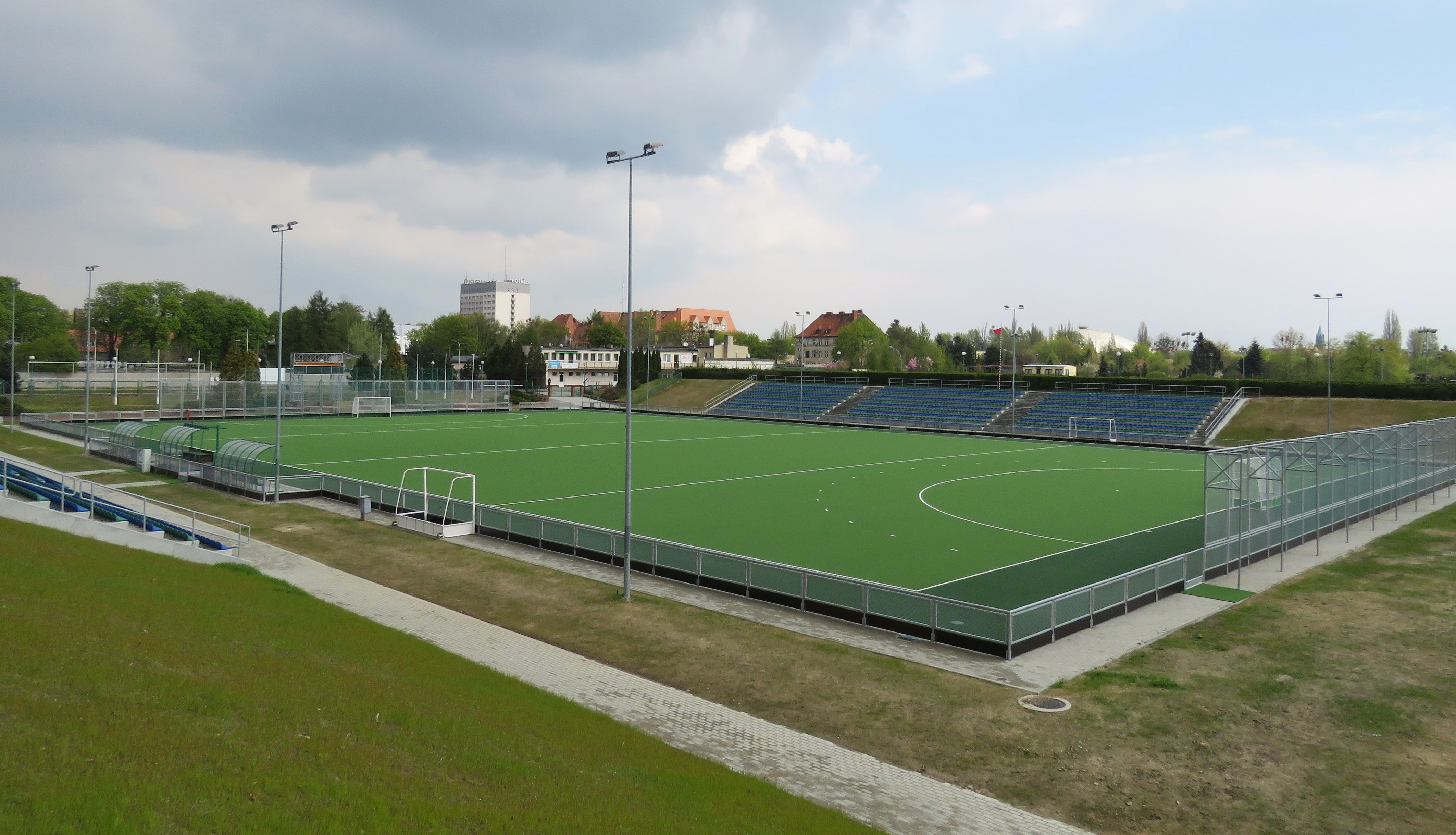
Terrain de foot du WKS Grunwald Poznań

Le Grunwald Poznań est un club omnisports polonais basé à Poznań. Fondé en 1947, il comporte six sections distinctes :
- Section hockey sur gazon.
- Section tir sportif.
- Section lutte.
- Section handball, sacrée championne de Pologne en 1971.
- Section course d'orientation.
- Section tennis.